# Symplocos lucida
Symplocos lucida là một loài thực vật có hoa trong họ Dung. Loài này được (Thunb.) Siebold & Zucc. miêu tả khoa học đầu tiên năm 1835.